# Прилбичівська сільська рада
Прилбичівська сільська рада — колишній орган місцевого самоврядування у Яворівському районі Львівської області. Адміністративний центр — село Прилбичі.

## Загальні відомості
Прилбичівська сільська рада утворена в 1939 році. Територією ради протікає річка Гноєнець.

## Населені пункти
Сільській раді підпорядковані населені пункти:
- с. Прилбичі

## Склад ради
Рада складається з 16 депутатів та голови.

### Керівний склад попередніх скликань
| ПІБ                    | Основні відомості                                                                          | Дата обрання | Дата звільнення |
| ---------------------- | ------------------------------------------------------------------------------------------ | ------------ | --------------- |
| Лин Іван Михайлович    | Сільський голова, 1963 року народження, безпартійний                                       | 26.03.2006   | 31.10.2010      |
| Вороняк Роман Іванович | Сільський голова, 1962 року народження, освіта вища, член політичної партії «Наша Україна» | 31.10.2010   |                 |

Примітка: таблиця складена за даними джерела